# Publius Cornelius Scipio (praetor in 174 v.Chr.)
Publius Cornelius Scipio, de oudste zoon van Publius Cornelius Scipio Africanus maior en Aemilia Paula Tertia, kleinzoon van Publius Cornelius Scipio I, was de adoptievader van Publius Cornelius Scipio Aemilianus Africanus minor. Hij was praetor in 174 v.Chr.